# Éruptions du pic Lassen de 1914 à 1917
Les éruptions du pic Lassen de 1914 à 1917 sont une série d'éruptions volcaniques survenues du 30 mai 1914 à 1917 au pic Lassen, un volcan de la chaîne des Cascades situé dans le nord de la Californie. Caractérisées par leur explosivité, elles relèvent d'une période d'activité subite qui surprend les témoins de l'époque.
Les éruptions bouleversent le paysage alentour en projetant des bombes volcaniques de grande taille telles que celle qui est depuis connue sous le nom de Hot Rock. Elles détruisent le Lassen Peak Lookout.
Elles sont abondamment documentées, notamment par le photographe Benjamin Franklin Loomis, dont le nom a été donné au musée volcanologique qui depuis présente l'événement au public, le Loomis Museum. L'intérêt que ce travail de documentation suscite donne lieu à la création du parc national volcanique de Lassen le 9 août 1916, alors même que l'activité du volcan est en cours. Celle-ci ne s'arrête totalement qu'en 1921.